# 预言
預言（英語：Prophecy）包含两种含义：
1. 对未来将发生的事情的预报或預測，这一用法不限于宗教含义；
2. 在宗教当中，指的是聲稱由神靈傳達給某些个人（通常称为先知）的訊息。 這些訊息通常涉及靈感、夢的解釋，或關於先知當代世界的神聖意志（神聖知識）的啟示和/或對未來事件的超自然知識。在宗教背景下，預言是先知在神靈啟發下或代表神靈宣講的訊息；先知是在這類現象中宣稱自己被神靈召喚的人。

这个概念还包括通过神力或者非凡的能力所获得的对现时的真理和事实的宣布。最常见的预言是在社会或者宗教危机时期对未来的警告。在许多重要的信仰著作中都載有這類预言。

## 不同宗教中的预言
几乎所有宗教裡都有预言，一般由先知或类似的人物通过超能力或在神的授意下，对未来事件的發生、發展作出预先判断。

### 亞伯拉罕諸教
- 在犹太教、基督教、伊斯兰教共同信奉的《圣经·旧约》裡有先知预言未来或者对现时做预言。
- 在基督教《圣经·新约》裡有对世界末日的预言，表示屆時上帝會出現作出最後審判。
- 在伊斯兰教裡穆罕默德是最后一位，也是最重要的先知（prophet），但穆罕默德并没有预言未来的能力。

你说：“我不是破天荒的使者；我不知道我要遭遇什么，也不知道你们要遭遇什么，我只遵从我所受的启示，我只是一个坦率的警告者。”（《古兰经》46：9，马坚译）

### 其他西方宗教
在希腊神话中有许多预言，比如德尔斐神谕（Delphic Oracle），這是古希腊非常有名的预言，由阿波罗神庙裡的女祭司皮提亚（Pythia）通靈後作出預言。
许多傳統巫教、新兴宗教和邪教的创始人也自称为先知可以预言未来。16世紀的法國預言家諾斯特拉達穆斯寫了一本預言詩集《百詩集》（Centuries），收錄了942首預言詩。諾斯特拉達穆斯的預言中，最令人關心又最震懾的是一首「一九九九年」的四行詩（其中一個翻譯版本）：
|  | 一九九九年，七月， 恐怖大王從天而降， Angoumois大王重新出现， 這期間，戰神以幸福的名義主宰世界。 |

### 東方宗教
中國上古文化中，就有通过烤炙龟甲并判断裂纹走向预言吉凶的习俗，这也是甲骨文的来源。
在道教和民間信仰中，也有類似的預言书籍，如《燒餅歌》、《推背圖》、《武侯百年乩》、《馬前課》、《梅花詩》等。其中的《推背圖》最為有名，被認為預言了從古至今，甚至到21世紀的事情。在中國本土薩滿信仰和道教的法事中，有神仙、鬼靈、精怪降靈到施法者身上扶乩的習俗。
在佛教中，佛陀或菩薩、阿羅漢、高僧對未來事件的判定稱為授記，如釋迦牟尼佛授記某某未來會得阿羅漢果、某某會得佛果等。但這種預言不是以鬼神的授意，佛教否認創世主的存在，而是通過成就者的神通力，以宿命通觀察過去事、以天眼通觀察未來事。
在印度婆羅門教（印度教前身）中，也有修證神通的仙人預言的傳說。

## 尊重、迫害和社会学
历史上有不少国王或者皇帝通过“预言”来确定自己的地位，中国历史上刘邦是第一位后来使用非凡的迹象来确定和巩固自己的皇帝地位的皇帝。不过也有许多预言者因为预言不受欢迎的内容而被恨，甚至受到迫害。
一般来说预言需要有一定的格式或者由专门的人说出来才能被算作预言，比如一般人日常说“这也不会改变什么”在社会学裡不被归纳为预言。此外在社会学裡还有自证预言的现象。

## 网络含义
在网络上，「预言家」一般指在一个事件发生之前，发表了对未来的（没有充足理由、小概率性的）猜测，且该猜测与事件恰好符合的人。

## 流行文化
在許多動漫情節都有提到和引用諾斯特拉達穆斯。
- 在《keroro軍曹》裡面安哥尔·摩亚被稱作是預言中的恐怖大王。
- 在《烏龍派出所》裡面兩津勘吉在電視動畫130話因意外發現自己能預言遂自稱諾斯特拉兩津。
- 在《哆啦A夢》裡面，多啦A夢手寫的一本暗號日記書被大雄及小夫誤會為神秘的預言書。
- 在《魯邦三世》裡面，1995年出品的剧场版為《去死吧！诺斯特拉达姆斯》。
- 在《狼人殺》裡面，有“預言家”角色，可以看穿所有人的善惡(除隐狼以外，專有名詞為「雪狼」)